# 铁路街道 (宝丰县)
铁路街道，是中华人民共和国河南省平顶山市宝丰县下辖的一个乡镇级行政单位。

## 行政区划
铁路街道下辖以下地区：
铁东社区、铁西社区和铁北社区。